# Michel Caen
Pour les articles homonymes, voir Caen (homonymie).
Michel Caen, né le 10 juin 1942 à Paris et mort le 15 décembre 2014 à Créteil,,, est un journaliste et critique français de cinéma.

## Biographie
Michel Caen fonde à 20 ans, avec quelques amis, la revue Midi-Minuit Fantastique dont il assure la corédaction en chef pendant dix ans. 
En 1969, il crée Zoom qu’il dirige jusqu’en 1975, 
L’Organe la même année, puis Vidéo News en 1979. 
Parallèlement, il collabore à plusieurs publications : Lui, Playboy, Penthouse, Le Monde, Plexus, Cahiers du cinéma, Paris Match…
En agitateur culturel passionné par l’insolite, il diversifie très tôt ses activités. Dans les années 1960, il est programmateur d'Étoile Distribution où il privilégie les métrages inédits (La Nuit des morts-vivants) ou invisibles (Freaks, la version intégrale de King Kong). La décennie suivante, il est conseiller chez Luso France pour l’achat de films américains (Massacre à la tronçonneuse). Par la suite, il est producteur de CD-Rom, notamment Double Expérience avec Zara White.
En 2011, il s'associe avec Nicolas Stanzick dans le projet d'une intégrale augmentée Midi-Minuit Fantastique, que ce dernier lui propose de réaliser sous la forme de quatre volumes assortis chacun d'un DVD. Ensemble, ils dirigeront le premier volume, sorti chez Rouge Profond, en mars 2014. Il signe son dernier texte, un hommage érotomane à Sylvie Bréal, dans le volume 2, sorti en octobre 2015.